# 献宗 (高麗王)
献宗（けんそう、1084年8月1日 - 1097年11月6日）は第14代高麗王（在位：1094年 - 1095年）。姓は王、諱は昱、諡号は恭殤定比懐孝大王。
献宗は宣宗の長男で、1084年6月に生まれた。母は思粛王后李氏。11歳で即位したため、思粛太后が摂政となり、外戚の仁川李氏が権勢を振るったが、太后の摂政時代は長く続かなかった。
宣宗の意思で幼い王子が王位を継承したことに、宣宗の弟たちは不満を抱いていた。高麗では、王に男子がいても若年の場合には王の弟が継承するのが、王位継承の慣習であった。その場合、宣宗の弟の鶏林公（後の粛宗）が最有力候補だった。
王になった献宗は幼い頃から糖尿病を患っていた。また、太后の政権基盤は脆弱であり、献宗の王位は不安定なものであった。1095年に政変が起こり、鶏林公が反対勢力を駆逐して実権を握った。同年10月、献宗は王位を鶏林公に譲って後宮に移り、1097年10月に14歳で死去した。王妃はなく、子もいなかった。